# 紀元前514年
紀元前514年（きげんぜん514ねん）は、ローマ暦の年である。
紀元前1世紀の共和政ローマ末期以降の古代ローマにおいては、ローマ建国紀元240年として知られていた。紀年法として西暦（キリスト紀元）がヨーロッパで広く普及した中世時代初期以降、この年は紀元前514年と表記されるのが一般的となった。

## 他の紀年法
- 干支 : 丁亥
- 日本
  - 皇紀147年
  - 安寧天皇35年
- 中国
  - 周 - 敬王6年
  - 魯 - 昭公28年
  - 斉 - 景公34年
  - 晋 - 頃公12年
  - 秦 - 哀公23年
  - 楚 - 昭王2年
  - 宋 - 景公3年
  - 衛 - 霊公21年
  - 陳 - 恵公20年
  - 蔡 - 昭侯5年
  - 曹 - 声公元年
  - 鄭 - 定公16年
  - 燕 - 平公10年
  - 呉 - 闔閭元年
- 朝鮮
  - 檀紀1820年
- ベトナム :
- 仏滅紀元 : 31年
- ユダヤ暦 : 3247年 - 3248年

## できごと

### 中国
- 魯の昭公が晋に赴き、乾侯に留まった。
- 晋で祁盈と楊食我が殺害された。
- 晋で韓起（韓宣子）が死去し、魏舒（魏献子）が政権を握った。祁氏や羊舌氏の田土を分割して県に再編した。

## 死去
- 韓起 - 春秋時代の晋の政治家、将軍。
- 定公 - 春秋時代の鄭の君主。
- 悼公 - 春秋時代の滕の君主。